# Крај недеље
„Крај недеље“ је југословенски филм из 1975. године. Режирао га је Славољуб Стефановић Раваси, а сценарио је писао Ференц Деак.

## Улоге
| Глумац                   | Улога                       |
| ------------------------ | --------------------------- |
| Петар Краљ               | Бојан Марковић, словослагач |
| Јелисавета Сека Саблић   | Катица Марковић, супруга    |
| Стојан Столе Аранђеловић | Лука Зарић - словослагач    |
| Власта Велисављевић      | Сима, шеф смене             |
| Васа Пантелић            | Начелник болнице            |
| Милан Пузић              | Доктор Луковић гинеколог    |
| Мира Динуловић           | Сестра Марта                |
| Љубица Секулић           | Болесница                   |
| Мира Николић             | Загорка болесница           |
| Драгица Новаковић        | Марија болесница            |
| Миодраг Радовановић      | Дирeктор штампаријe         |
| Михајло Викторовић       | Радник штампарије           |
| Рамиз Секић              | Радник, словослагач         |
| Драган Оцокољић          | Васић                       |
| Божидар Павићевић Лонга  | Мирко, Мартин муж           |
| Мило Мирановић           | Радник, словослагач         |
| Душан Тадић              | Инспектор у милицији        |

Остале улоге  ▼
| Глумац            | Улога               |
| ----------------- | ------------------- |
| Мирослав Воркапић |                     |
| Душан Вујновић    | Милицајац           |
| Иван Јонаш        | Радник, словослагач |
| Чедомир Зуравица  |                     |
| Зинаид Мемисевић  | Синиша              |
| Зорка Манојловић  | Катицина комшиница  |
| Мелита Бихали     | Катицина комшиница  |
| Љубомир Ћипранић  | Радник, словослагач |
| Богдан Јакуш      | Радник, словослагач |
| Драгољуб Петровић |                     |
| Предраг Митровић  |                     |
| Мира Марић        | Катичина комшиница  |
| Мирјана Николић   |                     |